# Étalonnage (métrologie)

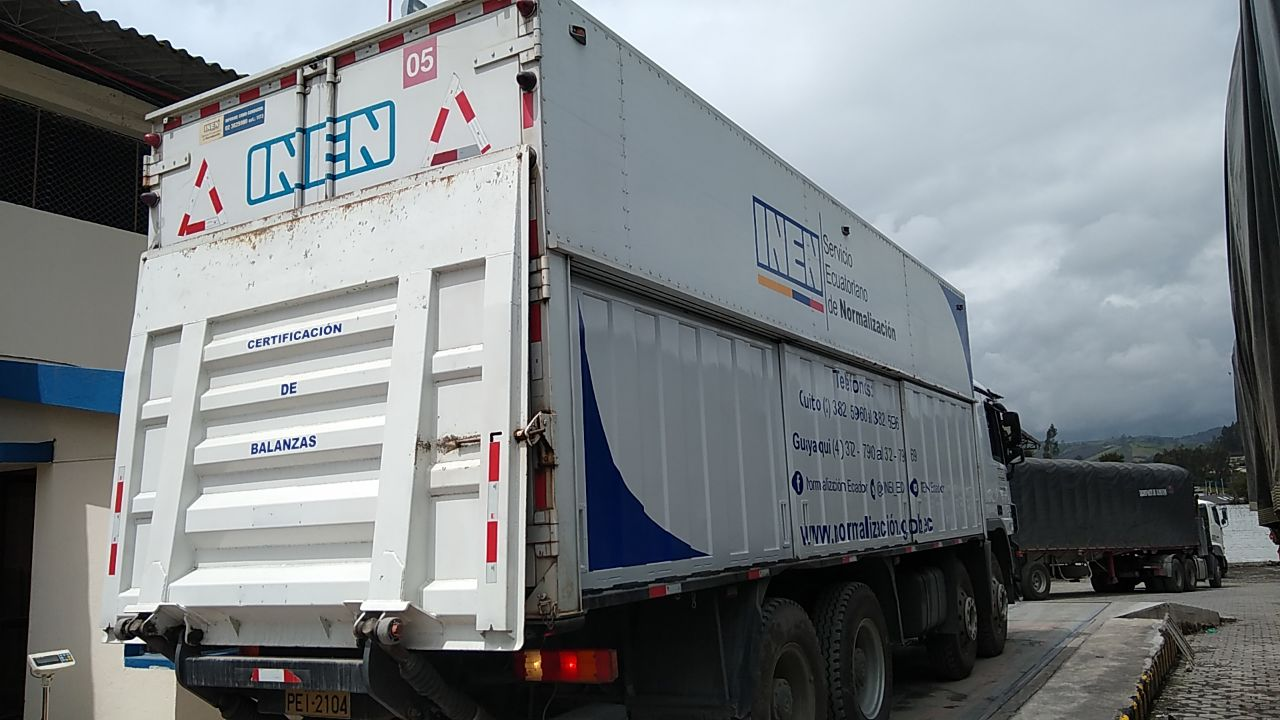
Camion d'étalonnage métrologique permettant le contrôle et la calibration des balances de grande capacité.

 (août 2025).
Pour les articles homonymes, voir Étalonnage.
En métrologie, l'étalonnage est une opération qui concerne les appareils de mesure ou de restitution de données. Deux appareils différents — de conception différente, mais aussi deux appareils de la même gamme (même marque, même modèle) — ne réagissent pas exactement de la même manière. Il faut donc une procédure permettant d'obtenir le même résultat à partir de la même situation initiale.
On rencontre aussi l'anglicisme calibration. Le mot « calibrage » a un sens différent.

## Étalonnage, vérification et ajustage d'un équipement de mesure
D'après le Vocabulaire international de métrologie (VIM) édition 2008, l'étalonnage est une « opération qui, dans des conditions spécifiées, établit en une première étape une relation entre les valeurs et les incertitudes de mesure associées qui sont fournies par des étalons et les indications correspondantes avec les incertitudes associées, puis utilise en une seconde étape cette information pour établir un résultat de mesure à partir d'une indication ».
En clair, cette opération consiste à mesurer la même grandeur avec l'équipement à étalonner et l'équipement étalon, et à comparer les indications des deux instruments, puis à exploiter les résultats de cette comparaison.
Prenons par exemple l'étalonnage d'un thermomètre, que nous allons simplifier. Dans un milieu homogène, à une température stabilisée (four ou bain thermostaté), nous plongeons deux instruments, l'un à étalonner (thermomètre) et un étalon (thermomètre de référence, accompagné d'un certificat d'étalonnage), et nous mesurons la température du milieu (bain ou four). Le thermomètre étalon (ajusté) indique 25,30 °C, le thermomètre à étalonner indique 24,10 °C. Nous avons alors
T° thermomètre = T° étalon - 1,20 °C,
qui est une relation entre les indications et les valeurs fournies par un étalon. C'est la première étape de la définition.
La seconde étape dont parle le VIM, consiste à exploiter les résultats de la première. Il peut s'agir de trois actions :
- la correction « manuelle » du résultat lu ;
- la vérification du matériel ;
- l'ajustage du matériel.

La correction « manuelle » consiste à modifier la valeur lue. Dans l'exemple précédent, si le thermomètre mesure 20,6 °C, alors la température à prendre en compte est 20,6 + 1,20 = 21,8 °C.
La vérification métrologique consiste à apporter la preuve à partir de mesures (étalonnage) que des exigences spécifiées, c'est-à-dire les erreurs maximales tolérées (EMT), sont satisfaites. Le résultat d'une vérification se traduit par une décision de conformité (suivie d'une remise en service) ou de non-conformité (suivie d'un ajustage, d'une réparation, d'un déclassement ou d'une réforme de l'appareil).
L'ajustage est un « ensemble d'opérations réalisées sur un système de mesure pour qu'il fournisse des indications prescrites correspondant à des valeurs données des grandeurs à mesurer ».
En clair, cela signifie que si le résultat d'une vérification métrologique est non conforme (aux EMT), et dans le cas où l'on dispose encore d'une marge de manœuvre, on agit sur l'équipement de mesure de façon à ramener son erreur d'indication à l'intérieur des EMT.
Dans le cas des masses marquées, il peut s'agir soit d'ajouter de la matière (rechargement) ou d'en enlever (limage, usinage).
Si par exemple l'appareil de mesure est réglable, alors cela peut consister à régler l'appareil ; si le résultat est exploité par un ordinateur, la correction peut être faite par le logiciel. Dans le cas d'une balance, l'opération consiste à placer une masse étalon, dont la valeur et la classe d'exactitude sont définies, et à suivre une certaine procédure, telle qu'indiquée par la documentation fournisseur (en général, l'appui sur deux touches en même temps).
L'étalonnage permet d'éviter l'incertitude de mesure dans les appareils de mesure.

## Origine
La première application a eu lieu dans le domaine économique. En effet, lors d'une transaction — achat/vente —, il faut s'assurer que le produit correspond bien à ce qui est annoncé par le vendeur : aire d'un terrain, volume de liquide ou de grain, masse de matériau, etc. Il faut donc définir une unité de mesure, et étalonner les appareils de mesure — mètres pour mesurer les longueurs, récipient de contenance déterminée pour vérifier les doseurs, masses étalon pour les balances.

## Étalonnage à un ou plusieurs points
De manière générale, un appareil de mesure transforme un paramètre physique en une donnée analogique (lecture sur un cadran, tracé d'un feutre sur un papier) ou un signal électrique, qui peut ensuite être converti en données numériques. L'étalonnage vise à s'assurer que les appareils donnent bien le même résultat de mesure.
La méthode générale consiste à utiliser l'appareil de mesure sur un étalon, et à vérifier que la mesure produite correspond bien à la valeur attendue ; si ce n'est pas le cas, on peut corriger le réglage de l'appareil (ajustage). Par exemple, on pèse une masse étalon, et on corrige la position de l'aiguille pour que celle-ci indique la valeur correcte. C'est l'ajustage dit « en un point ».
Cependant, cela ne suffit pas toujours. L'appareil peut présenter :
- une erreur systématique : elle indique systématiquement une valeur supérieure ou inférieure d'une quantité fixe ;
- une erreur en sensibilité : elle indique systématiquement une valeur supérieure ou inférieure d'une proportion (d'un pourcentage) donné.

On peut tracer une courbe représentant la valeur réelle du paramètre en abscisse et la valeur mesurée en ordonnée. Dans les cas simples, la courbe est une droite appelée droite d'étalonnage, et :
- l'erreur systématique est l'ordonnée à l'origine ;
- l'erreur en sensibilité est la différence entre la pente de la droite et la pente théorique (qui est 1, car on doit avoir x=y, c'est-à-dire que la valeur mesurée est égale à la valeur réelle).

Dans le cas d'un étalonnage parfait, la droite d'étalonnage est la première bissectrice.
Dans ce cas-là, au moins deux étalons sont nécessaires pour pouvoir établir la droite d'étalonnage, et l'appareil doit posséder deux corrections possibles.
On peut avoir des courbes d'étalonnage plus complexes, nécessitant plus d'étalons.
Chaque mesure étant entachée d'erreur, y compris la mesure des étalons, on effectue en général plusieurs mesures du même étalon, ou bien on utilise plus d'étalons que nécessaire et l'on détermine la courbe d'étalonnage par régression linéaire.

## Instruments de mesure à capteur
Pour les instruments de mesure à capteurs, l'étalonnage est un réglage ou une caractérisation de la réponse de l'appareil. Pour cela, dans certains cas on utilise un étalon.